# Hirvijärvi, Kallioselkä, Ahveninen och Suovu
Hirvijärvi, Kallioselkä, Ahveninen och Suovu är en sjö i Finland. Den ligger i kommunerna Tervo och Kuopio i landskapet Norra Savolax, i den centrala delen av landet, 300 km norr om huvudstaden Helsingfors. Hirvijärvi, Kallioselkä, Ahveninen och Suovu ligger 101,4 meter över havet. Den är 12,1 meter djup. Arean är 32,88 kvadratkilometer och strandlinjen är 194,25 kilometer lång. Sjön  ingår i Kymmene älvs huvudavrinningsområde.   För sjöns öar, se Kategori:Öar i Hirvijärvi, Kallioselkä, Ahveninen och Suovu.